# Andy Tomlinson
Andy Tomlinson (19 marzo 1949) è uno psicologo britannico.
Psicoterapeuta, autore, insegnante ed è considerato uno dei maggiori esperti di ipnosi regressiva in Regno Unito .
Si è laureato con il massimo dei voti in Psicologia presso la Open University e in seguito si è specializzato in psicoterapia e ipnositerapia. Ha iniziato la sua attività come psicoterapeuta ma successivamente ha scoperto il valore terapeutico della regressione e dell'esplorazione delle scene che sembravano provenire dalle vite passate dei clienti. Da allora ha iniziato a collaborare con molti dei maggiori esperti internazionali in terapia della regressione e nell'ultima decade ha scelto di svolgere la propria attività in questo settore.
Il suo libro Healing the Eternal Soul (tradotto in italiano: Di vita in vita) è considerato un contributo molto importante nell'ambito della terapia della regressione . Il suo secondo libro, Exploring the Eternal Soul ("Esplorare l'anima eterna") rappresenta un approfondimento di questi temi ed è considerato un importante contributo nel nuovo campo della regressione tra una vita e l'altra.
Scrive articoli e tiene svariate conferenze e seminari. Tra i suoi scritti, un articolo pubblicato nell'"European Journal of Clinical Hypnosis" e un articolo redatto insieme a Roger Woolger nel "Scientific and Medical Network" . Ha partecipato come oratore nell'ambito del primo convegno mondiale sulla terapia della regressione nei Paesi Bassi nel 2003. Inoltre, è cofondatore dell'associazione europea di terapia della regressione.
Tiene corsi di formazione in Regno Unito, Norvegia, Svezia, Turchia, Italia e Singapore.